# アイアンクロー (映画)
『アイアンクロー』（原題：The Iron Claw）は、2023年公開のアメリカ合衆国の映画。

## 概略
アイアンクロー（鉄の爪）を得意技とし、1960年代から1970年代にかけて活躍したアメリカの伝説的なプロレスラー、フリッツ・フォン・エリックを父に持ち、その教えに従ってプロレスの道を選び、世界ヘビー級王者になることを宿命づけられた兄弟の実話を、製作当時の唯一の存命者だった次男ケビンの視点から描く。ショーン・ダーキン監督、ザック・エフロン主演。第95回ナショナル・ボード・オブ・レビュー賞作品賞トップ10選出、アンサンブル演技賞受賞。
フォン・エリック・ファミリーの物語は、何度か映画化の企画が立ち上がったものの、プロレスの再現など映像化の困難さもあり、立ち消えになっていたが、監督であるダーキンが「どうしても撮りたい」と強く主張したことで、ようやく企画が実現した。
スキャンダラスさやホラーテイストに描く案もあったが、家族愛・兄弟愛を中心に描くこととなった。

## あらすじ
元AWA世界ヘビー級王者の父フリッツのもと、長男ジャックの死去後にプロレスラーになるべく鍛えられていた次男ケビンがデビュー。彼に続いて三男デビッド、四男ケリーもデビューを果たし、1980年代よりフォン・エリック3兄弟として売り出され、フリッツが主宰していたWCCW（ワールド・クラス・チャンピオンシップ・レスリング）において多大な人気を博す。
ケビンはユニットのリーダー格だったが、体格に恵まれ華のある弟たち（長身のデビッド、マッチョなケリー）に人気が集中し、父の期待が自分から彼らに移っていることに気づく。嫉妬を抑えながら健気に弟たちを支えるケビンの心の拠り所は恋人のパムだけだった。パムの妊娠を期に、二人は家族に祝福されながら結婚。そんな中、一家の念願であった世界ヘビー級タイトルマッチを控えたデビッドが急死してしまう。さらにケリーが不慮の事故に見舞われ、リングデビューした五男マイクも試合中の負傷から後遺症を患ってしまう。
父の教えはファミリーにとって絶対であった。チャンピオンになれ。そのために筋肉を鍛え、痛みを鎮痛剤で抑え、筋肉を維持するためにステロイド剤を打ち、高揚させるためにコカインを吸った。

## キャスト
ケビン・フォン・エリック
演 - ザック・エフロン、日本語吹替 - 櫻井トオル
フォン・エリック家の次男。幼少時に長兄（1959年に6歳で死去したジャック・アドキッソン・ジュニア）を亡くしており、兄弟では最初にレスラーとなった。口下手だが優しく家族思い。
デビッド・フォン・エリック
演 - ハリス・ディキンソン、日本語吹替 - 木内太郎
フォン・エリック家の三男。ケビンに次いでレスラーとなる。兄弟で最も長身でタレント力が高く、マイクパフォーマンスを得意とする。
ケリー・フォン・エリック
演 - ジェレミー・アレン・ホワイト、日本語吹替 - 降旗雄司
フォン・エリック家の四男。陸上五輪代表選手だったが、モスクワ五輪ボイコットの影響でレスラーに転身する。
劇中ではバイク事故が直接原因となり足首を切断したように描写されているが、実際には怪我を負ったまま試合に出たことが原因で悪化させて切断に至っている。また事故の時系列に関しても、王者になった直後に起こしたのではなく、王者となった2年後のことである。
マイク・フォン・エリック
演 - スタンリー・シモンズ、日本語吹替 - 善養寺恭平
フォン・エリック家の五男。ミュージシャンを目指しているが、ある出来事からリングへ上がることとなった。
劇中では六男クリスの逸話も取り込んでキャラクター形成がなされている。
パム
演 - リリー・ジェームズ、日本語吹替 - 松嶌杏実
ケビンの恋人。
フリッツ・フォン・エリック
演 - ホルト・マッキャラニー、日本語吹替 - 宮島岳史
ケビンらの父親で元AWA世界ヘビー級王者。家族を一座として見据え兄弟間を競わせており、"史上最強の一家"とする野望がある。
家長としての威厳を維持する一方で、テキサス州ダラス地区のプロモーター、興行会社代表でもあり、構造改革が行われゆくプロレスビジネスでの悩みも抱える。
ドリス・フォン・エリック
演 - モーラ・ティアニー、日本語吹替 - 斉藤あんり
ケビンらの母親。敬虔なキリスト教徒で、信仰で家族を守ろうとする。
ビル・マーサー
演 - マイケル・J・ハー二―、日本語吹替 -橋本しんめい
ザ・シーク
演 - チャボ・ゲレロ・ジュニア
ブルーザー・ブロディ
演 - キャジー・ルイス・セレギーノ
ジノ・ヘルナンデス
演 - ライアン・ネメス
ハーリー・レイス
演 - ケヴィン・アントン
ファビラス・フリーバーズ（マイケル・ヘイズ、テリー・ゴディ、バディ・ロバーツ）
演 - マイケル・プロクター、サイラス・メイソン、デビン・インブラグリオ
ランス
演 - マクスウェル・ジェイコブ・フリードマン
リック・フレアー
演 - アーロン・ディーン・アイセンバーグ

## スタッフ
- 監督・脚本 : ショーン・ダーキン
- 製作 : テッサ・ロス、ジュリエット・ハウエル、ショーン・ダーキン、アンガス・ラモント
- 製作総指揮 : ハリソン・ハフマン、レン・ブラバトニック、ダニー・コーエン、エヴァ・イェーツ、マクスウェル・ジェイコブ・フリードマン
- 音楽 : リチャード・リード・パリー
- 撮影 : エルデーイ・マーチャーシュ
- 編集 : マシュー・ハンナム
- 衣装デザイン：ジェニファー・スターシーク
- レスリング・コーディネーター：チャボ・ゲレロ・ジュニア
- 製作会社 : A24、BBCフィルムズ

## その他

### 六男クリスの存在
当作品はフォン・エリック一家をモチーフにしているが、六男のクリス・フォン・エリックは登場せず、存在自体が無いものとされている。これは上映時間の尺の都合と、クリスが他の兄弟との年齢差があり、兄弟の青春を描いている関係上、歳の離れたクリスをストーリーに登場させづらいという理由であるとされ、クリスの一部のエピソードはマイクのエピソードに置き換えられている。
映画ライターの町山智浩はジョン・ダーキンへの取材を通して「これ以上の悲劇に観客が耐えられないだろうと思って」とカットの理由を紹介した。

### ダラス・スポータトリアム
おもな舞台となった試合会場、ダラス・スポータトリアムは火事で焼失しているが、映画撮影のため再現した。劇中では小規模な会場であるが、実際には3500人超入る会場であった。町山は映画予算の都合と解釈している。

### この映画は事実に基づく
冒頭ではインスパイアード・バイ・トゥルー・ストーリー（＝実話にインスパイアされた。日本語字幕訳「この映画は事実に基づく」）と記述されており、訳文の一般的な表記「ベイスト・オン・トゥルーストーリー」と異なる。プロレスライターの斎藤文彦は「悲劇をそのまま書こうとしたわけではなく、トゥルーストーリーからインスパイアされたテーマを追って映画を作ったということ、と解説している。